# Władysław Józef Serwatowski
Władysław Józef Serwatowski (4. července 1873 Bucniv – léto 1940 nebo 1941, Ukrajina ) byl rakouský a polský politik z Haliče, na počátku 20. století poslanec Říšské rady.

## Biografie
Jeho otcem byl velkostatkář, důstojník a politik Teodor Alfred Serwatowski. Władysław Józef studoval na jezuitské koleji a na Theresianu ve Vídni. Od roku 1893 studoval právo na Lvovské univerzitě, od roku 1895 na Vídeňské univerzitě. V letech 1896–1897 studoval agronomii na Vysoké škole zemědělské ve Vídni. Ale školu nedokončil. V letech 1894–1895 byl jednoročním vojenským dobrovolníkem a získal hodnost poručíka v záloze. Od roku 1898 žil v rodné Haliči, kde se zabýval správou rodinného statku a byl aktivní ve veřejném a politickém životě. Od roku 1901 působil v Haličské zemědělské společnosti. Od roku 1904 byl členem okresní rady v Bučači. V období let 1913–1914 zasedal jako poslanec Haličského zemského sněmu. Patřil ke konzervativnímu křídlu Polského klubu.
Na počátku 20. století se zapojil i do celostátní politiky. Ve volbách do Říšské rady roku 1911 získal mandát v Říšské radě (celostátní zákonodárný sbor) za obvod Halič 60. Byl členem poslanecké frakce Polský klub. V parlamentu setrval do zániku monarchie. K roku 1911 se profesně uvádí jako majitel statku.
Za světové války sloužil v rakousko-uherské armádě. V samostatném Polsku byl do roku 1922 poslancem Sejmu. Pak se opět věnoval správě svého statku. Po vypuknutí druhé světové války byl okupačními sovětskými jednotkami unesen do Sovětského svazu, kde zemřel okolo roku 1941 v prostoru sovětské Ukrajiny.